# Deklaration der Rechte von Angehörigen nationaler oder ethnischer, religiöser und sprachlicher Minderheiten
Die Deklaration der Rechte von Angehörigen nationaler oder ethnischer, religiöser und sprachlicher Minderheiten (englisch Declaration on the Rights of Persons Belonging to National or Ethnic, Religious and Linguistic Minorities) der Vereinten Nationen, die 1992 verabschiedet wurde, bestätigt die Rechte von nationalen, ethnischen, religiösen und sprachliche Minderheiten

## Geschichte
Die erste internationale Vereinbarung zum Schutz von Minderheiten war Bestandteil der Ergebnisse des Wiener Kongresses von 1815.
In den Pariser Friedensverträgen nach dem Ersten Weltkrieg von 1919/1920 wurden auch Minderheiten geregelt, man vermied den Begriff „nationale Minderheit“, damit daraus keine kollektiven Ansprüche abgeleitet werden könnten.
Nach dem Zweiten Weltkrieg wurden im UN-Zivilpakt von 1976, der von 176 Staaten der Welt ratifiziert ist (Stand 2019), im Artikel 27 explizit die Minderheitenrechte genannt, die eine Diskriminierung aus ethnischen, religiösen und sprachlichen Gründen verbieten.
Die Deklaration der Rechte von Angehörigen nationaler oder ethnischer, religiöser und sprachlicher Minderheiten wurde durch die Resolution Nr. 47/135 von der UN-Generalversammlung am 18. Dezember 1992 ohne Abstimmung angenommen.
Zu den wichtigsten Bestimmungen der Deklaration gehört, dass Angehörige der genannten Minderheiten „das Recht haben, sich frei und ohne Einmischung oder Diskriminierung jeder Art privat und öffentlich an ihrer eigenen Kultur zu erfreuen, sich zu ihrer eigenen Religion zu bekennen und diese zu praktizieren und ihre eigene Sprache zu sprechen“ (Artikel 2.1).

## Inhalte
Die Deklaration ist in neun Artikel gegliedert. Darin wird geregelt, dass die Staaten die Existenz und Identität ihrer Minderheitenangehörigen zu schützen haben. Diese haben ein Recht auf soziale und politische Teilhabe und dürfen nicht daran gehindert werden, allein oder in Gruppen ihre hier festgelegten Rechte wahrzunehmen. Die Staaten sollten in Fragen, die Minderheitenangehörige betreffen, zusammenarbeiten, um das gegenseitige Verständnis und Vertrauen zu fördern. Die Sonderorganisationen und anderen Organisationen des Systems der Vereinten Nationen tragen im Rahmen ihrer jeweiligen Zuständigkeiten zur vollen Verwirklichung der in dieser Erklärung niedergelegten Rechte und Grundsätze bei.

## Rezeption
Zum 30. Jahrestag der Deklaration betonte der EU-Sonderbeauftragte für Menschenrechte, der Ire Eamon Gilmore vor der UN-Generalversammlung, dass die Deklaration nach Einschätzung der Europäischen Union dafür wesentlich ist, dass die Stimmen von Minderheiten Gehör finden. Die volle Realisierung der Menschenrechte fördere den sozialen Zusammenhang und die Solidarität und sei der Schlüssel zur Konfliktprävention und damit für gesellschaftliche Stabilität.
Minderheitenthemen seien der Kern einer Vielzeit von Krisen und Konflikten auf der ganzen Welt. Sie würden oft als falsche Rechtfertigungen für Kriege missbraucht.
Die EU habe das Motto „Vereinigt in Verschiedenheit“, was die Verschiedenheit von Kulturen, Bräuchen, Überzeugungen und Sprachen bedeute. In der EU gebe es 24 offizielle Sprachen, darüber hinaus gebe es über 60 indigene, regionale oder Minderheiten-Sprachen, gesprochen durch etwa 40 Mio. Menschen. Diese Diversität mache die EU nicht zu einem „Schmelztopf“, in dem Unterschiede zum Verschwinden gebraucht werden, sondern zu einem gemeinsamen Haus, in dem die Verschiedenheit als Wert gefeiert werde.

## Internationale Instrumente mit Bezug zur Erklärung
Das Rahmenübereinkommen zum Schutz nationaler Minderheiten des Europarates verweist in der Anmerkung 24 explizit auf die Erklärung.
Die Konvention zur Gewährleistung der Rechte von Angehörigen Nationaler Minderheiten der GUS verweist in seiner Präambel auf die Erklärung.
Seit 2005 gibt es einen UN-Sonderberichterstatter betreffend Minderheiten, der dem UN-Menschenrechtsrat berichtet und in dessen Mandat die Propagierung der Deklaration als Aufgabe formuliert ist. Eine Reihe von anderen UN-Sonderberichterstattern behandelt ebenfalls Rechte spezifischer Minderheiten
Eine UN-Arbeitsgruppe über Indigene Bevölkerungen tagte seit 1985. Nach langen Diskussionen wurde die Deklaration der Rechte indigener Völker am 13. September 2007 verabschiedet.